# Liga Femenina FPF 2020
La Liga Femenina FPF 2020 iba a ser la primera edición de dicho torneo creado y organizado por la Federación Peruana de Fútbol e iba a ser clasificatorio para la Copa Libertadores Femenina 2021.
Esta edición no se llevó a cabo debido a la pandemia de COVID-19, lo que ocasionó la paralización de toda actividad deportiva en el país.

## Sistema de competición
Se encontraba en fase de postulación de clubes que deseen integrar esta competencia, pudiendo ser estos de Liga 1, Liga 2 y/o algún otro club que haya estado participando en las antiguas competencias del rubro. Estos clubes deberían ceñirse a cierto criterios establecidos por la Federación y cumplir requisitos. La fecha límite para la presentación de las postulaciones era el 6 de marzo de 2020 y para el 13 de marzo se iba a oficilalizar la lista de clubes participantes.
Iban a poder participar un máximo de dieciséis clubes provenientes de esta selección. A su vez hubieran podido jugar futbolistas de categoría libre, permitiéndose la inclusión de jugadoras extranjeras en un máximo de 3, 2 de las cuales iban a poder jugar simultáneamente.
Además contemplaría una bolsa de minutos para la categoría 2002 o menores, similar al sistema utilizado en el fútbol masculino.